# بلک‌استون

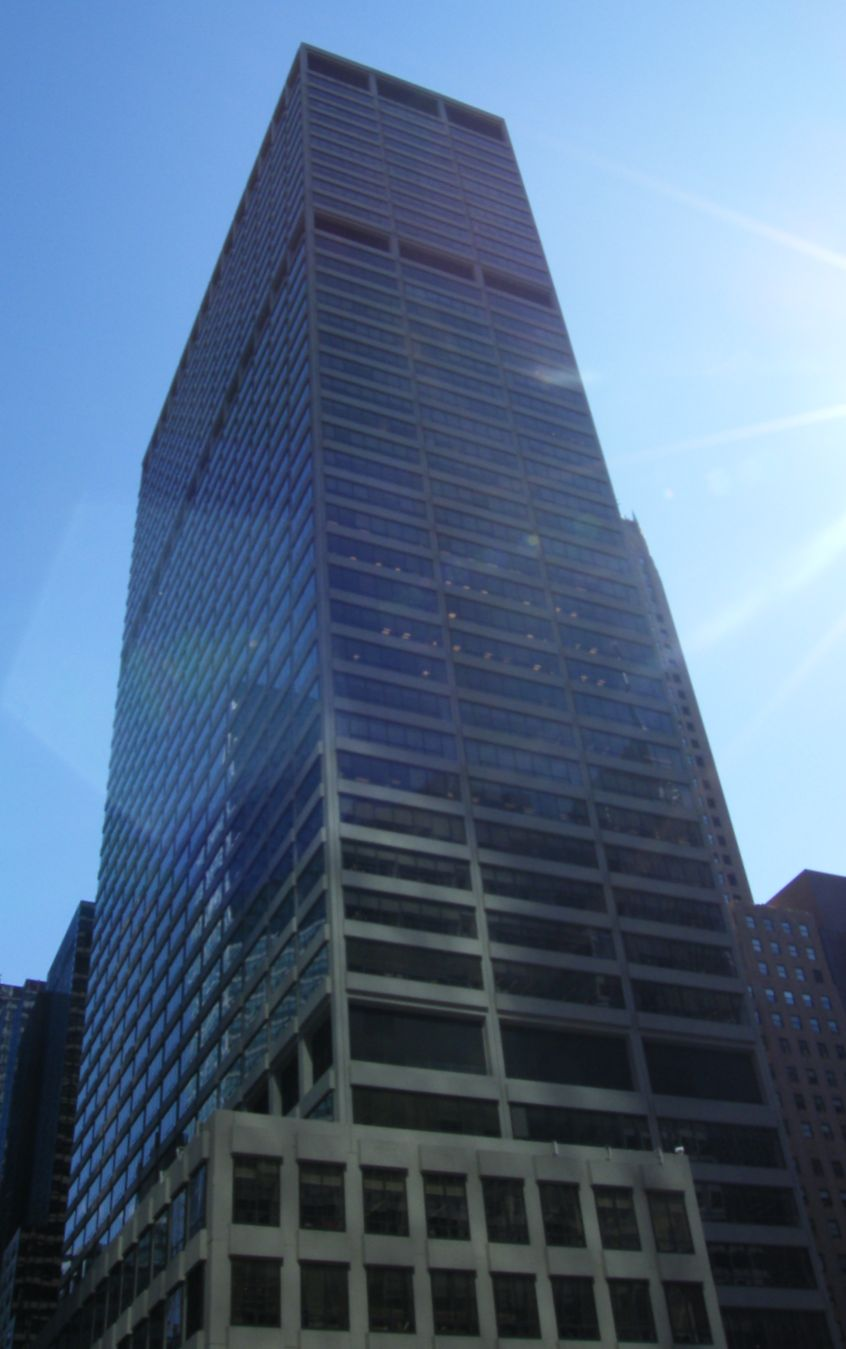
دفتر مرکزی بلک‌استون در ساختمان پارک خیابان ۳۴۵، منهتن

بلک‌استون (به انگلیسی: Blackstone) شرکت خدمات مالی آمریکایی و چندملیتی است، که در زمینه ارائه خدمات بانکداری سرمایه‌گذاری، مدیریت سرمایه‌گذاری و مدیریت ثروت، همچنین مبادله سهام اختصاصی شرکت‌ها و مؤسسات تجاری، فعالیت می‌کند. در سال ۲۰۱۹ دارایی‌های تحت مدیریت این شرکت بالغ بر ۵۴۵ میلیارد دلار اعلام گردید.
شرکت بلک‌استون در سال ۱۹۸۵ توسط پیتر جورج پیترسون و استفان شوارتزمن تأسیس شد و در حال حاضر به‌عنوان بزرگترین شرکت در حوزه سرمایه‌گذاری‌های جایگزین و مبادلات سهام اختصاصی در جهان شناخته می‌شود. دفتر مرکزی این شرکت در ساختمان پارک خیابان ۳۴۵، منهتن، شهر نیویورک قرار دارد و بخشی از سهام آن در بازار بورس نیویورک معامله می‌شود. دفاتر بین‌المللی بلک استون در شهرهای لندن، پاریس، دوسلدورف، سیدنی، توکیو، هنگ کنگ، پکن، شانگهای، بمبئی و دبی مستقر می‌باشند.